# Brephilydia jejuna
Brephilydia jejuna là một loài bọ cánh cứng trong họ Cerambycidae.